# تون فيركيرك
تون فيركيرك (بالهولندية: Ton Verkerk)‏ هو لاعب كرة قدم هولندي، ولد في 15 مارس 1955 في لاهاي في هولندا.